# Neue Vorarlberger Tageszeitung
Die NEUE Vorarlberger Tageszeitung (kurz NEUE genannt) ist eine im österreichischen Bundesland Vorarlberg erscheinende Tageszeitung. Als eine der ganz wenigen Tageszeitungen der Welt erscheint sie von Dienstag bis Sonntag und hat montags ihren Ruhetag. Am Sonntag, an dem es kein vergleichbares Konkurrenzprodukt gibt, erreicht die Auflage 45.000 Stück. Die NEUE besitzt ein an DIN-A4 angelehntes Format.

## Geschichte
Die NEUE wurde 1972 als Alternative zu Vorarlbergs monopolistisch dominierender Tageszeitung Vorarlberger Nachrichten (VN) gegründet. 1990 kaufte die Russmedia Verlag GmbH (ehem. Vorarlberger Medienhaus) die NEUE allerdings auf. Seit Mitte der 1990er Jahre firmieren die beiden Redaktionen unter dem gemeinsamen Dach im Medienhaus in Schwarzach. Dort sind die NEUE und die VN räumlich und personell strikt voneinander getrennt. Die beiden Zeitungen stehen in redaktioneller Konkurrenz zueinander. Die Synergien auf dem Anzeigenmarkt und dem Vertriebsweg werden ausgenützt.
Im November 2023 verließ Chefredakteur Moritz Moser das Unternehmen, interimistisch übernahm sein Stellvertreter Jörg Stadler die Chefredaktion der Neuen Vorarlberger Tageszeitung. Mit 2. April 2024 übernahm Joachim Mangard, der bis dahin als Chefreporter beim Russmedia Online-Format Vorarlberg Online (VOL.at) tätig gewesen war, die Chefredaktion der Neuen Vorarlberger Tageszeitung.

## Berichterstattung
Die NEUE Vorarlberger Tageszeitung hat eine enge Kooperation mit der steirischen Kleinen Zeitung. Diese liefert der NEUE die Beiträge zu den österreichweiten Themen (vor allem Innenpolitik). Die lokalen Themen recherchiert die NEUE selbst. Landespolitik, Wirtschaft, Sport, Kultur und Chronik bilden die Schwerpunkte der Berichterstattung. Viel Platz erhalten regionale Reportagen sowie die Vorstellung von Start-Ups und Unternehmerporträts. Blattlinie ist es, den Menschen in Vorarlberg in den Mittelpunkt zu stellen, mit seinem Arbeits- und Lebensumfeld.

## Beilagen
Der „Anstoss-Fußballplaner“ erscheint in der NEUE zu Beginn der Fußballsaison. Darin werden die Vorarlberger Fußballclubs in der Tipico Bundesliga, Sky Go Erste Liga und der Regionalliga West vorgestellt. Ab der Vorarlbergliga abwärts bis zur zweiten Landesklasse sind alle Teams im „Anstoss-Fußballplaner“. Zusätzlich zum Mannschaftsfoto und den Namen der Kaderspieler zeigt das Heft auch Zu- und Abgänge, Obmann, Trainer, Sportlicher Leiter und Saisonziel des jeweiligen Vereins.
Das Magazin „GartenLust“ ist der NEUE drei Mal jährlich beigelegt. Die Themen sind Gartenpflege, die heimische Flora und Fauna und ästhetisches Wohnen. Darüber hinaus werden saisonbezogene Tipps und Tricks gegeben. „GartenLust“ ist eine Zusammenarbeit der NEUE mit der Innung der Vorarlberger Gärtner und Floristen.

## NEUE-Flora-Gala
Die NEUE am Sonntag organisiert einmal jährlich einen landesweiten Wettbewerb. Bei der NEUE-Flora-Gala werden die schönsten Gärten des Landes Vorarlbergs von einer Jury ausgezeichnet. Bewerben können sich Gartenpfleger in den Kategorien Nutz-, Bauern- und Gastgarten, Blumenschmuck, Grünoasen im Unternehmen und dem etwas anderen Garten. Neben den Gewinnern der einzelnen Kategorien wird am Abend der Preisverleihung eine Siegergemeinde (2014: St. Gallenkirch; 2013: Silbertal; 2012: Gaschurn) mit der Flora-Rose für Blumenschmuck und Gärten im Ortsgebiet prämiert.